# Kattrin Jadin

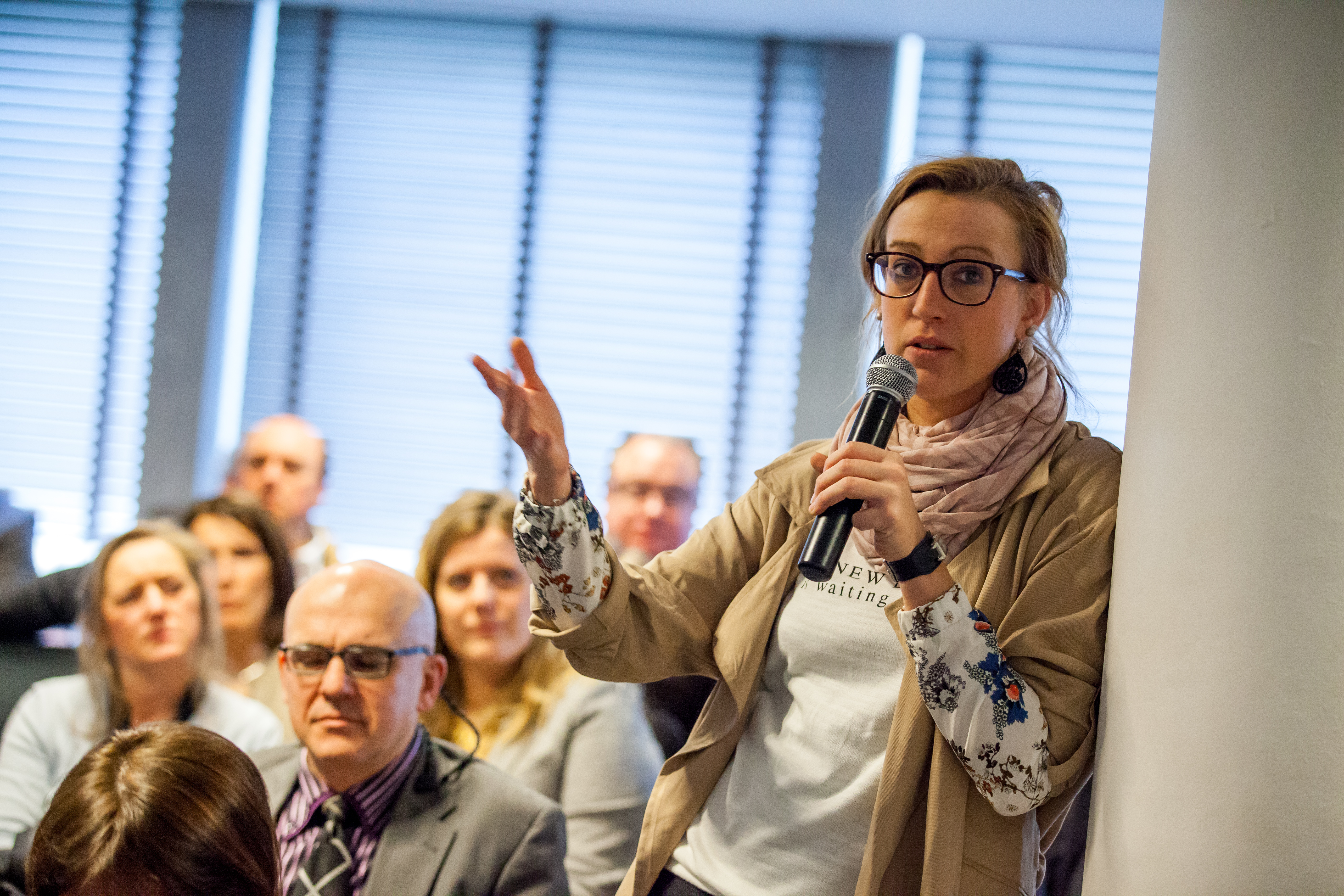
Kattrin Jadin, 2015

Kattrin Jadin (* 1. Juli 1980 in Lüttich) ist eine belgische Politikerin der Partei für Freiheit und Fortschritt (PFF), deren Vorsitzende sie seit September 2009 ist, und des Mouvement Réformateurs (MR). Sie ist ebenfalls eine ehemalige Judokatin, Schwarzgut und Trägerin des 2. Dan, belgische Juniorenmeisterin und war mehrere Jahre im Kader der belgischen Nationalmannschaft vertreten. Derzeit ist sie Föderalabgeordnete und Schöffin der Stadt Eupen. Am 7. Juli 2022 wurde Jadin in einer Plenarsitzung der Kammer zur Richterin am Verfassungsgericht gewählt.

## Leben und Wirken
Kattrin Jadin besuchte das Königlichen Athenäum in Eupen und schloss die Schule 1998 mit dem Abitur ab. Von 1998 bis 2001 studierte sie Recht an der Universität Lüttich. Von 2001 bis 2003 absolvierte sie ein Lizenziat in politischen Wissenschaften und internationalen Beziehungen an der Universität Lüttich mit einer Magisterarbeit zum Thema „Die europäische Harmonisierungspolitik der Hochschulbildung – der Prozess von Bolognia und seine Auswirkungen.“.
Von 2003 bis 2007 war sie im Kabinett des Vize-Premierministers und Finanzministers Didier Reynders angestellt und zuständig für die föderale Gebäuderegie. Jadin ist 2006 in den Provinzialrat der Provinz Lüttich und in den Gemeinderat der Gemeinde Eupen gewählt worden. Seit dem 10. Juni 2007 ist sie für die liberale Partei Mouvement Réformateur, bei der die PFF eine der Mitgliedsparteien ist, Abgeordnete der Belgischen Abgeordnetenkammer. Sie wurde 2010, 2014 und 2019 als Kammerabgeordnete wiedergewählt und ist die einzige Kammerabgeordnete aus der Deutschsprachigen Gemeinschaft. In der Legislaturperiode 2014–2019 war sie Vorsitzende des Untersuchungsausschusses zum Dieselgate-Skandal und des Ausschusses für Handelsrecht.
Ab Dezember 2018 war sie zudem in der Stadt Eupen Schöffin für Wirtschaft, Mittelstand, Einzelhandel, Tourismus und City-Management.
Durch königlichen Erlass vom 13. September 2022 wurde sie zur Richterin am Verfassungsgerichtshof Belgiens ernannt.
Sie ist die ältere Schwester von Sandra Jadin und Evelyn Jadin, ebenfalls Politikerin.